# Chemische Annalen
Chemische Annalen für die Freunde der Naturlehre, Arzneygelährtheit, Haushaltungskunst und Manufacturen, habitualment anomenat només com Chemische Annalen o com Crell's Annalen fou la primera revista científica dedicada exclusivament a la química que es publicà. El seu fundador fou l'alemany Lorenz Florenz Friedrich von Crell (1744–1816), professor de medicina a la Universitat de Helmstedt. El primer volum aparegué el 1778 i el darrer el 1804, quan entrà en competició amb la revista de química de Scherrer.